# Ernst Leman
Ernst Krisałonowicz Leman (ros. Эрнст Крисланович Леман, ur. 1894 na Litwie w ówczesnym Imperium Rosyjskim, zm. w grudniu 1917) – as lotnictwa rosyjskiego, który odniósł 5 zwycięstw w I wojnie światowej.

## Życiorys
Po wybuchu wojny zgłosił się 14 listopada 1914 roku do armii. Do służby w Carskich Siłach Powietrznych (Императорский военно-воздушный флот) wstąpił w połowie 1916 roku. Pierwszym przydziałem lotniczym Lemana był oddział lotniczy przy XIX korpusie armijnym.
Pierwsze zwycięstwo powietrzne odniósł 6 maja 1917 roku nad austriackim samolotem Hansa-Brandenburg C.I. Zwycięstwo to zostało przypisane mu wspólnie z Donatem Makijonkiem i Pawłem Argiejewem.
Kolejne zwycięstwa powietrzne odnosił w dniach 10 maja, 27 lipca, 17 sierpnia i 26 września 1917 roku. W dniu ostatniego swojego zwycięstwa został ciężko ranny. Do służby powrócił 22 listopada 1917 roku. W drugiej połowie grudnia Leman zginął od strzału w głowę. Nie zostało wyjaśnione, czy popełnił samobójstwo, czy też został zamordowany.

## Odznaczenia
- Orderem św. Jerzego kl. 4
- Orderem św. Anny kl. 4
- Orderem św. Stanisława kl. 3